# 미라콜리 광장

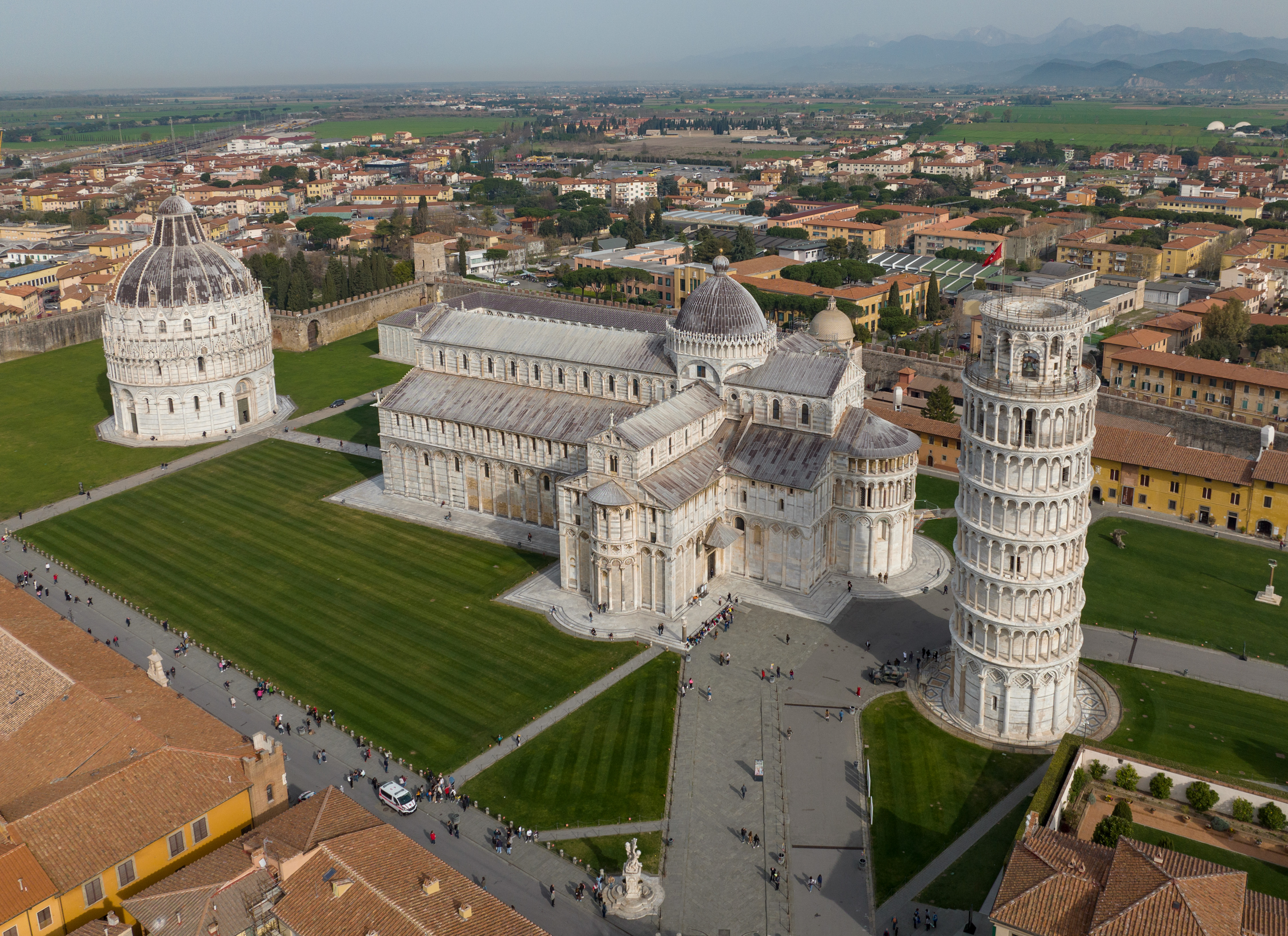
미라콜리 광장

미라콜리 광장(이탈리아어: Piazza dei Miracoli 피아자 데이 미라콜리[*]) 또는 두오모 광장(이탈리아어: Piazza del Duomo 피아자 델 두오모[*])은 이탈리아 토스카나주 피사에 위치한 광장이다.

## 개요
세계유산에 등록 된 것은 1987년이다. 탑, 성당, 묘소, 세례당 등이 있다.

## 같이 보기
- 분류:이탈리아의 대성당